# Matrimonio trasnacional
Un matrimonio transnacional, o internacional, es un matrimonio entre dos personas de diferentes países. En los matrimonios entre personas de diferentes países, incluidos los relacionados con la ciudadanía y la cultura, surgen diversas cuestiones especiales que añaden complejidad y desafíos a este tipo de relaciones. 
Las diferencias culturales y lingüísticas se encuentran a menudo como obstáculos, aunque hay excepciones. Cuando los grupos étnicos están divididos entre múltiples estados soberanos (irredentismo o naciones sin Estado) o lugares que una vez que la ciudadanía común compartida está separada por las fronteras de naciones recientemente independientes (descolonización), los matrimonios transnacionales no implican necesariamente diferentes culturas. 
En una edad de globalización creciente, donde un número de crecer de personas tiene lazos a redes de personas y sitios a través del globo, más que a una ubicación geográfica actual, las personas cada vez más están casando a través de fronteras nacionales. El matrimonio transnacional es un subproducto  del movimiento y migración de personas.

## Motivos
El matrimonio transnacional puede ocurrir cuando alguien de un país visita o vive en otro país para asistir a la escuela, el trabajo, el asilo político, el refugio o debido a la reubicación de su familia.
En términos generales, las razones para un matrimonio transnacional incluyen:
- Un visitante puede sentirse atraído por un ciudadano de un país anfitrión, que se casa con él. Por lo general, se trata de un matrimonio transcultural, aunque hay ocasiones en que el ciudadano puede ser de la misma cultura. Casarse con un ciudadano del país de acogida puede ayudar a hacerse ciudadano de ese país y permanecer allí permanentemente. A veces la cultura anfitriona es aquella con la que la persona se identifica, y por lo tanto desea casarse con alguien de esa cultura en vez de con alguien de su cultura "hogareña".
- Un soldado, mientras está destinado en el extranjero, puede enamorarse de un ciudadano local.
- Un usuario de un ordenador que posea una cuenta en una red social de Internet puede sentirse atraído por otro usuario que posea una cuenta en otro país y los dos pueden unirse mediante acuerdos de viaje.
- Un viajero puede sentirse atraído por un ciudadano de un tercer país que también está visitando o viviendo en el país de acogida, casándose con alguien que tiene la experiencia compartida de vivir en medio de diferentes culturas independientemente de su ciudadanía.
- Al haberse convertido en ciudadano del país de acogida, un inmigrante reciente puede regresar a su país de origen temporalmente para encontrar un cónyuge, a veces mediante matrimonio concertado. Esto puede deberse a la desaparición de un hogar, una familia y una cultura, y al deseo de tenerlos en la vida. Otra variante es elegir una novia de la patria debido a la imposibilidad de casarse con un ciudadano local. Uno puede entonces traer al cónyuge a su nuevo país de ciudadanía a través de las provisiones de reunificación familiar en la ley de inmigración.
- Históricamente, los colonos se casarían con compañeros de sus respectivos países de origen, como las Hijas del Rey en el bajo Canadá francófono.
- Los miembros de minorías lingüísticas o culturales pueden abrazar a alguien de ese mismo grupo cruzando fronteras internacionales. Mientras que Madawaska, Maine es francófono, la lengua francesa en los Estados Unidos es hablada por una pequeña minoría. Cruzando a Acadian, Nuevo Brunswick o a Quebec, la lengua francesa se convierte en un lugar común.
- El territorio de un grupo cultural o lingüístico a menudo no se alinea con las fronteras nacionales; por ejemplo, una pareja germano-austriaca o germano-suiza podría compartir un idioma común y la libertad de viajar en el espacio de Schengen, al mismo tiempo que posee una nacionalidad legalmente diferente. Un grupo lingüístico o cultural a menudo se extiende más allá del territorio de su Estado de origen nominal (irredentismo) o un grupo puede dividirse arbitrariamente entre múltiples entidades políticas legales como nación apátrida. Los territorios habitados por pueblos indígenas de las Américas a menudo no están alineados con las actuales fronteras políticas oficiales.
- En raras ocasiones, ambos miembros de una pareja transnacional son de la misma ciudad o pueblo, pero viven en diferentes naciones porque una comunidad ha sido dividida por una frontera internacional. La Biblioteca Libre de Haskell y el Teatro de la Ópera, a su vez dividido por la frontera, fue construido por una de estas parejas en el pueblo dividido de Rock Island-Derby Line.

Los obstáculos para un matrimonio transnacional incluyen:
- Ciudadanía de dos o más naciones - uno o ambos cónyuges deben cambiar la ciudadanía o convertirse en un ciudadano dual o residente permanente. Cambiar la propia ciudadanía puede ser un proceso largo, y para algunos es una dura prueba de negociar las leyes y el idioma de un nuevo país.
- Cultura - Aprender a vivir con un nuevo cónyuge donde los supuestos y normas culturales pueden variar enormemente.
- Idioma - Desde las meras diferencias dialectales hasta idiomas totalmente diferentes.

En algunos casos, un grupo étnico no tiene diferencias culturales o lingüísticas, pero está dividido artificialmente por razones geopolíticas. Los lugares que alguna vez compartieron la nacionalidad común pueden haber perdido este estatus por descolonización, pero aún comparten el idioma u otros identificadores.
En estos casos, no se aplican barreras culturales o lingüísticas, aparte de la posibilidad de hacer frente a la influencia de una cultura dominante distintiva del país o países de acogida. Dependiendo de los países, es posible que todavía existan cuestiones importantes en términos de estatus legal.

## Historia
En tiempos más antiguos, algunos matrimonios entre diferentes tribus y naciones se debían a que la realeza intentaba formar alianzas con otros reinos o influir en ellos o disuadir a los merodeadores o traficantes de esclavos. Más recientemente, los matrimonios transnacionales se deben a la globalización, a la migración laboral, al aumento de la comunicación y a muchas más situaciones en las que los extranjeros entran en contacto entre sí. También es más común en algunas áreas donde las separaciones tribales y de clase se están volviendo menos estrictas. Si uno comparte valores que trascienden la cultura, entonces es más fácil casarse a través de las culturas.
Sin embargo, existen muchas barreras y restricciones a los matrimonios interculturales, intertribales o raciales y, en particular, transnacionales. La gente tiende a casarse con personas similares a ellas, algunas incluso prefieren casarse con primos hermanos, en quienes confían. En un giro interesante, el matrimonio arreglado transnacional entre primos o parientes ocurre más a menudo en algunos lugares con políticas de migración y reunificación familiar, ya que algunas personas todavía quieren su cultura y familia cuando se casan, incluso en un lugar distante.

## Niños de tercera cultura
Los inmigrantes también pueden llevar a sus familias con ellos, lo que significa que sus hijos crecen en tierras diferentes, aprenden una cultura y un idioma diferentes y a menudo se sienten más en casa en el país de acogida que en su "país de origen". Estos niños, llamados niños de la tercera cultura, a menudo tienden a sentir afinidad con aquellos que también han vivido en más de un país y cultura, y tienden a casarse con personas de diversos orígenes, independientemente de su nacionalidad y ciudadanía.
Otros deciden contraer un matrimonio transnacional sin haber vivido mucho tiempo en su nuevo país. Viajar ha resultado en relaciones transnacionales, matrimonios e incluso familias, aunque no se sabe cuán comunes son tales resultados.

## Actitudes modernas
Hoy en día, hay una reacción mixta al matrimonio transnacional en algunas áreas, especialmente a medida que éste continúa extendiéndose. Las políticas de reunificación familiar han perturbado a algunas personas en los países de acogida, ya que es menos probable que las personas se asimilen si siguen casándose con personas de su país de origen, manteniendo así vivas sus culturas en las culturas de acogida. Otros desconfían de los matrimonios transnacionales, ya que creen que el cónyuge no ciudadano solo puede utilizar su matrimonio para obtener un estatuto legal en el país de acogida. Otros encuentran a sus familias destrozadas si uno de sus cónyuges es detenido o deportado por razones legales. Existen muchas barreras y obstáculos legales para cruzar en el matrimonio transnacional, además de que se les permite permanecer viviendo juntos en el mismo país.

## Países comunes

### Estados Unidos
En la ley federal de los Estados Unidos, la Ley de Regulación Internacional del Corredor de Matrimonios regula el matrimonio internacional, principalmente para restringir el uso indebido de la institución del matrimonio para inmigrar al país.

### Pakistán, Afganistán
Frecuente entre las tribus pashtun y baloch cerca de la Línea Durand, donde el matrimonio entre los transbordadores correspondientes a sus culturas es frecuente. El cruce de personas entre la frontera ha sido un tema controvertido entre los dos países.